# Godzisz (powiat garwoliński)
Godzisz – wieś sołecka w Polsce położona w województwie mazowieckim, w powiecie garwolińskim, w gminie Sobolew. Przez miejscowość przepływa rzeka Okrzejka, dopływ Wisły.
W latach 1975–1998 miejscowość należała administracyjnie do województwa siedleckiego.
Wierni Kościoła rzymskokatolickiego należą do parafii Świętej Rodziny i św. Apostołów Piotra i Pawła w Sobolewie.

## Historia
Pierwsze ślady osadnictwa na terenie obecnego Godzisza sięgają starożytności. Około 6 tys. lat temu wzdłuż tarasu nadzalewowego rzeki Okrzejki funkcjonowały czasowe obozowiska myśliwskie. W trakcie archeologicznych prac powierzchniowych prowadzonych w latach 1997/1998 odnaleziono narzędzia krzemienne i pozostałości obróbki materiału krzemiennego.
Kształt dzisiejszej miejscowości formował się na przełomie XV-XVII wieku. Nazwa Godzisz wywodzi się prawdopodobnie od słowiańskiego imienia Godzisław.
W początku XVII wieku nastąpiła w Godziszu lokacja pierwszego dworu, który uległ zniszczeniu prawdopodobnie w okresie potopu szwedzkiego. Miejsce to zwane niegdyś „piaskową górką” uległo niwelacji, w trakcie której odsłonięto fundamenty dworu (obecny budynek – Szkoła Podstawowa w Godziszu).
W początku XVIII wieku na wschodnim krańcu miejscowości przy szosie Godzisz – Kobusy wybudowano folwark i dwór, który mimo kolei losu (niszczenie poszczególnych obiektów min. w trakcie pożarów) trwa do dzisiejszego dnia.
W drugiej połowie XVIII wieku w centrum miejscowości ulokowano karczmę zniszczoną prawdopodobnie w październiku 1794 roku w związku z obecnością i rabunkiem dokonywanym przez dywizję rosyjską gen. Iwana Fersena.
7 X 1794 roku do pobliskiej Korytnicy dotarła dywizja gen. Sierakowskiego na czele z najwyższym naczelnikiem insurekcji Tadeuszem Kościuszką. 9 X dywizja po połączeniu z posiłkami, które nadeszły z Warszawy wyruszył w kierunku Wisły w celu pobicia dywizji gen. Fersena, która od 4 X przeprawiała się przez Wisłę na wysokości miejscowości Wróble.
Późnym popołudniem w Godziszu dywizja polska rozdzieliła się na dwie grupy, które około godziny 17 wkroczyły od strony Oronnego i Podzamcza na teren górujący nad obozem rosyjskim. W Godziszu w nocy z 9 na 10 X pozostał w celu obrony mostu na Okrzejce i zabezpieczenia lewego skrzydła 1 batalion III regimentu Koronnego.
Z wydarzeń przemarszu polskich oddziałów przez Godzisz związane są dwa miejsca. Na pierwszym planie znajduje się tzw. „Drzewo Kościuszki”, pod którym najwyższy naczelnik miał odpoczywać przed batalią Maciejowicką. Miejsce to należy uzasadnić faktem rozlokowania w tym rejonie taborów polskiej dywizji.
Kolejnym miejscem owianym legendą jest krzyż (obecnie kapliczka oddalona od przystanku autobusowego w kierunku Maciejowic około 100 m). Wedle miejscowej legendy w tym miejscu polska dywizja skręciła w kierunku Maciejowic. Biorąc pod uwagę analizę starych traktów wydaje się być to uzasadnione.
10 X 1794 roku o godzinie 445 rozpoczęła się batalia Maciejowicka. W bitwie starło się 7,5 tys. żołnierzy polskich z 24 działami oraz 16 tys. żołnierzy rosyjskich z 64 działami. Spóźnienie dywizji Ponińskiego zakończyło się sromotną klęską. W batalii zginęło około 3,5 tys. żołnierzy polskich i 2 tys. rosyjskich. Pojmanie najwyższego naczelnika Tadeusza Kościuszki i całego polskiego sztabu przyśpieszyło upadek powstania Kościuszkowskiego. Na polach Oronnego i Podzamcza upadła szansa suwerenności Rzeczypospolitej.
Mimo zniszczeń spowodowanych działaniami wojennymi w 1799 roku Godzisz jest jedną z większych wsi parafii Maciejowice – liczy 45 domów.
W 1807 roku wedle Księgi Maciejowickiej posesorem miejscowych dóbr jest Kacper Krzyżanowski. XIX wiek to rozwój gospodarczy miejscowości.
Po przerwaniu z początkiem maja 1915 roku linii frontu pod Gorlicami armia rosyjska rozpoczęła odwrót, zajmując kolejne linie obrony. W dniu 5 lipca głównodowodzący armią rosyjską wielki książę Mikołaj Mikołajewicz podejmuje decyzję o opuszczeniu przez Rosjan terenu Królestwa Polskiego. Dowodzący frontem zachodnim gen. Aleksiejew planuje przeprowadzić ten manewr w sposób zapewniający wycofanie wojsk z terenów położonych na zachód od rzeki Wisły. W tym celu przez niemal miesiąc prowadzi walki opóźniające na terenie południowej Lubelszczyzny, ściągając zza Wisły wszelkie możliwe siły i tworząc z nich odwodowe korpusy. Z końcem lipca front przebiega wzdłuż linii Chełm Lubelski – Lublin – Dęblin, i dalej na północ wzdłuż zachodniego brzegu Wisły aż do Modlina.
W nocy z 28 na 29 lipca pruski korpus gen. Koniga forsuje Wisłę w rejonie Ryczywół – Kozienice i mimo zaciętego oporu stawianego przez XVI korpus gen. Kłębinskiego tworzy na prawym brzegu przyczółek. W pierwszej fazie udaje się prusakom uchwycić rejon Przewóz – Kobylnica i po odparciu kontrnatarcia osiągają rejon Maciejowice i Podzamcze. W następnym dniu Prusacy i Bawarczycy opanowują brzeg wysoczyzny: Podzamcze – Malamówka – Mościska. Walki w tym rejonie cechowała niebywała zaciętość, a ślady jej manewrowego charakteru można do dzisiejszego dania odnaleźć w terenie.
W dniu 1 sierpnia po odrzuceniu idącego od wsi Oronne natarcia Niemcy próbują opanować płaskowyż i uchwycić zachodni brzeg rzeki Okrzejki. Natarcie zostaje jednak odparte i linia frontu ustala się wzdłuż brzegu łąk i rzeki. Nie zachodzi jednak konieczność ponawiania natarcia gdyż lewe skrzydło korpusu gen. Koniga osiąga rejon Domaszew – Podoblin spychając Rosjan w rejon Polik – Pogorzelec.
Tak więc chociaż wysoczyzna Podzamcze – Oronne jeszcze raz odegrała rolę wielkiej flankującej wszelki ruch reduty, ale podobnie jak w 1794 roku, obrońcy ulegli w wyniku okrążenia i odcięcia jedynej drogi odwrotu. Lecz dziwnym i sprawiedliwym zrządzeniem losu śmiertelny bój prowadzili niegdysiejszy sojusznicy – sprawcy ostatniego rozbioru Polski. 1 sierpnia 1915 roku późnym popołudniem oddziały rosyjskie wyparte z wysoczyzny w rejonie Oronnego podejmują walkę na wschodnim krańcu Godzisza z 15 pułkiem piechoty niemieckiej. W wyniku przestrzału artyleryjskiego Godzisz płonie.
W sierpniu roku 1920 Godzisz staje się świadkiem przegrupowania wojsk polskich w trakcie tzw. operacji Warszawsko-Dęblińskiej. Około 5 km od wsi walczy między innymi 15 pułk ułanów. Szkolnictwo podstawowe odbywało się początkowo w mieszkaniach prywatnych aż do momentu kiedy to wybudowano w roku 1923 budynek szkoły podstawowej.
Franciszek Zamoyski odsprzedał dobra Godzisz warszawskiemu fabrykantowi Kwaśniewskiemu. Nowym zarządcą folwarku został Aleksander Olszewski. W 1934r. wybudowano nowy budynek pełniący rolę rządówki.
We wrześniu 1939 roku na południowym skraju wsi został zniszczony jeden z ostatnich czołgów polskich, pozostawiony przez załogę w wyniku braku paliwa. Na terenie wsi w okresie okupacji działał silnie ruch oporu. W okolicznych lasach alianci dokonywali licznych zrzutów zaopatrzenia. Na terenie folwarku 8 armia gwardyjska zorganizowała szpital polowy, w dworze funkcjonowało kasyno oficerskie. W wyniku parcelacji dóbr powstało Państwowe Gospodarstwo Ogrodnicze.
Początki wsi Godzisz wiążą się również z Ciołkami a właściwie z rodziną Maciejowskich wywodzącymi się z Ciołków. Pierwsze dokumenty świadczące o istnieniu wsi pochodzą z 1497 roku, gdy zapisano informacje o wsi Godziszeschow. Nazwa osady pochodzi od dawnej nazwy osobowej „Godzisz”. Na początku XVI wieku dziedzicem wsi był Kasper Maciejowski, dworzanin królewski, stolnik sandomierski (1514 r.). Założył on kilka miast w Małopolsce. Ze związku z Anną Leżeńską miał syna Mikołaja.
Właśnie Mikołaj Maciejowski został kolejnym właścicielem tej wsi. Kolejny Maciejowski zrobił jeszcze większą karierę niż ojciec. Zaczął od tego, że był dworzaninem królewskim, w 1564 roku został starostą spiskim a w 1572 wojewodą lubelskim, był, więc senatorem Rzeczypospolitej. Maciejowski ożenił się z Jadwigą z Szymanowa Szymanowską i miał syna Jana oraz córkę Elżbietę.
W XVI wieku Godzisz zwany był Wolą Godzisz. Dopisek „wola” oznaczał, że mieszkańcy wsi w chwili powstania tej miejscowości otrzymali od właścicieli wsi kilkuletni okres zwolnienia podatkowego. Okres zwolnienia podatkowego zwano „wolnizną” lub „wolą” stąd wzięła się właśnie taka nazwa tej wsi. Spis podatkowy z 1569 roku informuje, że wieś Wolia Godzisz liczyła 3 łany ziemi. W tym czasie najczęściej jedna rodzina chłopska uprawiała pół łana ziemi (8-9 ha), tak, więc wieś zamieszkiwało około 6 rodzin a liczba mieszkańców wsi mogła sięgać 40 osób.
Mikołaj Maciejowski niedługo cieszył się urzędem wojewody lubelskiego, ponieważ zmarł wiosną 1574 roku. Jego następcą był syn Jan, starosta spiski i kasztelan czechowski oraz zawichojski. Jan Maciejowski dziedzic Godzisza i innych dóbr zmarł w styczniu 1588 roku a dobra te przejęli jego synowie Krzysztof i Mikołaj, którzy zmarli bezpotomnie około 1622 roku. Właśnie na Krzysztofie i Mikołaju kończy się ród Maciejowskich herbu Ciołek z Maciejowic.
Według badacza historii ziemi stężyckiej, Klemensa Kurzypa dobra maciejowickie po śmierci ostatnich męskich potomków przeszły na własność króla. Jednak lustracje dóbr królewskich z połowy XVII wieku nie wspominają o tych dobrach.
W drugiej połowie XVII wieku dobra maciejowickie, a w tym i Godzisz przeszły na własność Jana z Oleśnicy Oleśnickiego, pochodzącego ze sławnej rodziny Oleśnickich. Po śmierci Jana Oleśnickiego w 1674 roku dziedziczką była Anna Oleśnicka wdowa po Janie Oleśnickim. Dobra maciejowickie stały się własnością rodziny jej drugiego męża, rodziny Tarłów. Od tej pory Godzisz należał do magnackich rodzin polskich, Tarłów a następnie Potockich.
Po Potockich, w drugiej połowie XVIII wieku Godzisz trafia na własność Zamoyskich i tak już będzie aż do 1945 roku. Według dokumentów dziedziczyła w tej wsi Konstancja z Czartoryskich Zamoyska (1742-1797), żona Klemensa Zamoyskiego a następnie Andrzeja Hieronima Zamoyskiego, zmarłego w 1792 X-tego ordynata zamojskiego.
Potęga Zamoyskich opierała się na ordynacji zamojskich, która w połowie XIX wieku liczyła 9 miast i kilkaset wsi i folwarków. Oprócz tego posiadali liczne dobra w dawnej Rzeczypospolitej w tym dobra maciejowickie z Godziszem.
Od 1796 roku dziedzicem wsi został Stanisław Kostka Zamoyski (ur. 1775) XII ordynat zamojski syn Andrzeja Hieronima Zamoyskiego i księżnej Konstancji z Czartoryskich. Był prezesem Rządu Tymczasowego w Galicji w roku 1809, senatorem-wojewodą Księstwa Warszawskiego, prezesem senatu Królestwa Polskiego od 1822 roku. Sprzeciwił się powstaniu listopadowemu i wyjechał do Petersburga. Później osiadł w Wiedniu, gdzie zmarł w 1856 roku.
W 1827 roku wieś Godzisz liczyła 42 domy i 271 mieszkańców.
Kolejnym dziedzicem wsi został szósty syn Stanisława Kostki Zamoyskiego i Zofii Czartoryskiej, August hrabia Zamoyski (1811-1889). August Zamoyski dziedziczył w Godziszu w latach 1832-1837 a potem majątek na podstawie działów rodzinnych przeszedł na jego młodszego brata, Stanisława Zamoyskiego (1820-1889). Nowy właściciel był ojcem 14-orga dzieci. Za jego czasów majątek Godzisz uległ uwłaszczeniu i wieś stała się samodzielną wsią w gminie SobolewSobolew. Do Zamoyskich należał od tej chwili tylko folwark Godzisz.
W 1881 roku w tej miejscowości było 47 domów i 428 mieszkańców. Obok wsi był folwark o tej samej nazwie. W XIX wieku Godzisz zwano też Gudziszem.
Po śmierci Stanisława Zamoyskiego w 1889 roku folwark Godzisz stał się wspólną własnością licznych dzieci Stanisława z tym, że najważniejszy głos posiadał najstarszy z dzieci Andrzej hrabia Zamoyski (1852-1927). Po jego śmierci w 1927 roku majątek Godzisz przeszedł na wspólną własność ośmiorga dzieci Andrzeja hrabiego Zamoyskiego. Folwark w 1929 roku liczył 500 ha obszaru.
W 1921 roku Godzisz folwark liczył 2 domy i 40 mieszkańców. W Godziszu wsi było 87 domów i 500 mieszkańców.
W okresie międzywojennym handlem drzewem w tej miejscowości zajmował się S. Stępień, kowalem był A. Kamela. Młyn w tej wsi należał do hrabiego Zamoyskiego.
W Godziszu zachowały się resztki parku krajobrazowego założonego w pierwszej połowie XIX wieku przekształconego w XX wieku, z okazami starodrzewu dębów i wiązów oraz topoli.